# Mika Schroers
Mika Schroers (* 4. Februar 2002 in Kempen) ist ein deutscher Fußballspieler.

## Leben
Mika Schroers wurde am 4. Februar 2002 in Kempen als Kind einer Fußballerfamilie geboren. Sein Großvater väterlicherseits ist Hannes Schröers, der u. a. für Fortuna Düsseldorf und West Ham United spielte. Mikas Vater Jan Schröers hat u. a. beim KFC Uerdingen 05 ebenfalls Fußball gespielt. Schroers Cousin ist der dänische Fußballnationalspieler Jannik Vestergaard, der unter anderem für Borussia Mönchengladbach gespielt hat.

## Karriere
Schroers spielte in seiner Jugend von 2007 bis 2009 beim SV Thomasstadt Kempen in seiner Heimatstadt. Dort galt er schon früh als talentiert. Aufgrund eines Umzuges spielte er von 2009 bis 2012 beim TSV Wachtendonk-Wankum. Anschließend wechselte er in die Jugend von Borussia Mönchengladbach.
Im August 2020 erhielt Schroers einen Profivertrag, war aber in der Folgezeit ausschließlich für die zweite Mannschaft in der Regionalliga West zum Einsatz gekommen. Er wechselte in der Sommerpause 2024 zum Drittligisten Arminia Bielefeld. Am 4. August 2024 gab er beim 2:1-Auswärtssieg am ersten Spieltag beim Aufsteiger Energie Cottbus sein Profidebüt.